# Il processo alla tappa
Il processo alla tappa è un programma televisivo italiano sportivo, in onda sul Programma Nazionale dal 1962 al 1970 e su Rai 3 dal 1998.
Il programma, già nella sua prima edizione, rivoluzionò il modo di trattare lo sport in televisione. Andava in onda dopo la conclusione di ogni tappa del Giro d'Italia: da un palco improvvisato nei pressi della linea del traguardo si alternavano corridori, direttori sportivi, giornalisti.

## L'edizione storica
La prima edizione, creata e condotta da Sergio Zavoli, che già aveva proposto questa trasmissione in radio dal 1958, fu quella legata al Giro d'Italia del 1962, vinto da Franco Balmamion, e fin dalla prima puntata, del 20 maggio, ebbe subito uno straordinario successo. Il programma piacque perché, oltre ad analizzare tecnicamente la tappa, raccontava piccole storie di umili gregari, di massaggiatori, meccanici, corridori di secondo piano che a volte anche solo per un giorno erano riusciti a uscire dalla mediocrità con un'impresa, magari non andata in porto proprio sul finale. Un esempio su tutti fu la storia di Lucillo Lievore, che nella ventunesima tappa del Giro del 1966 fu protagonista di una lunghissima fuga solitaria, durante la quale lo stesso Zavoli più volte lo avvicinò a bordo di un'autovettura per intervistarlo e incoraggiarlo. Lievore, dopo aver accumulato un enorme vantaggio, nel finale di tappa andò in crisi e venne raggiunto e superato da un avversario a pochi chilometri dal traguardo. L'episodio fu fonte ispiratrice di divertenti parodie interpretate da Gino Bramieri, Raimondo Vianello e Ugo Tognazzi.

### Vito Taccone superstar
Uno dei personaggi chiave della trasmissione fu, sempre negli anni sessanta, Vito Taccone, il corridore abruzzese divenuto popolare per le sue vittorie ma soprattutto per il suo animo battagliero, in corsa e fuori. Per questo divenne per anni quasi un ospite fisso del programma di Zavoli, che animò con il suo modo schietto di affrontare ogni argomento, infarcendo i suoi discorsi con espressioni dialettali. Parlava della mamma («Io vinco e lei mi prepara il capretto arrosto. Che profumo, che sapore, caro Sergio»), cantava canzoni abruzzesi «Sun salito alla Maiella, la muntagna è tutta in fiore, me paria che passu passu se fignisse all'infinitu», rendendosi simpatico al pubblico per la sua straordinaria genuinità.

### Eddy Merckx positivo
Una delle puntate più suggestive fu quella del 31 maggio 1969, quando Eddy Merckx fu trovato positivo al controllo antidoping. Davanti al microfono di Zavoli, nella camera d'albergo, Merckx si scioglie in lacrime, negando d'aver mai preso sostanze vietate. Erano presenti quel giorno alla trasmissione Gianpaolo Ormezzano, Gianni Brera, Enzo Biagi e Indro Montanelli.

## Rivoluzione tecnologica
Il processo alla tappa di Zavoli è da ricordare anche perché fu una delle prime trasmissioni della giovane televisione italiana a introdurre una vera e propria rivoluzione tecnologica. Fu impiegata per la prima volta la moviola, per chiarire eventuali dubbi su un arrivo contrastato, fu usato il radio-telefono per riproporre, alla fine della tappa, collegamenti effettuati durante la corsa. Il primo esperimento riuscito fu con Vittorio Adorni che, in corsa, con il radio-telefono intervistò nel 1966 un altro campione in gara, il francese Jacques Anquetil. Tra le strumentazioni usate dai tecnici della Rai in corsa e poi riproposte dal Processo alla tappa ci furono anche l'antesignano del teleprompter, l'ampex, il duplex, il triplex. Le riprese durante la corsa venivano effettuate a bordo di una Fiat 2300 sul cui tetto era stata installata una telecamera mobile appositamente progettata e costruita dai laboratori del Centro Ricerche Rai di Torino.

## Le edizioni moderne
Dopo l'edizione storica degli anni sessanta, il Processo è mancato per anni. Dopo che, nei primi anni Settanta, l'intera proposta della Rai relativa al Giro d'Italia fu ridotta ad una breve sintesi in onda nel tardo pomeriggio in apertura delle trasmissioni del Secondo Programma, con la riforma del 1975 (entrata in vigore il 15 marzo 1976) che creò reti e testate separate e in concorrenza fra di loro, anche il Giro d'Italia, come gran parte della programmazione sportiva della Rai, passò (e lo sarebbe rimasto fino al 1980, per poi, per alcuni anni, alternarsi sulle due Reti 1 e 2) sotto la gestione della redazione sportiva del Tg2 in collaborazione con il Pool Sportivo Tv. Oltre al ritorno delle telecronache in diretta, il Tg2 ripropose un dopocorsa. Inizialmente la trasmissione, condotta dall'attore Gianfranco D'Angelo, metteva insieme aspetti tecnici e spunti ironici. Il Processo è poi ricominciato quando il Giro d'Italia, al termine di un quinquennio Fininvest (dal 1993 al 1997 la corsa rosa fu trasmessa da Italia 1 prima e da Rete 4 poi e al termine delle tappe andava in onda una trasmissione ispirata al processo chiamata Studio Tappa), dal 1998 venne seguito di nuovo dalla Rai. La trasmissione ha mantenuto il nome della prima storica edizione di Zavoli, all'infuori del 2003 quando, condotta da Gian Piero Galeazzi, si chiamava Stappa la tappa. Le ultime edizioni:
- 1998 - Il processo alla tappa, su Raitre, condotta[5] da Claudio Ferretti, con Davide Cassani, Enrico Lucci; sigla di Gian Pieretti.[6]
- 1999 - Il processo alla tappa, su Raitre, condotta da Claudio Ferretti, con Davide Cassani.
- 2000 - Il processo alla tappa, su Raitre, condotta da Claudio Ferretti, con Davide Cassani, Maurizio Fondriest, Donatella Salvatico.
- 2001 - Il processo alla tappa, su Raitre, condotta da Claudio Ferretti.
- 2002 - Il processo alla tappa, su Raitre, condotta da Auro Bulbarelli, con Donatella Salvatico.
- 2003 - Stappa la tappa, su Raitre, condotta da Gian Piero Galeazzi, con Davide Cassani e Claudio Ferretti.
- 2004 - Il processo alla tappa, su Raitre, condotta da Andrea Fusco.
- 2005 - Il processo alla tappa, su Raitre, condotta da Andrea Fusco, con Luciana Francioli e Carlo Paris. Regia di Nazareno Balani.
- 2006 - Il processo alla tappa, su Raitre, condotta da Andrea Fusco.
- 2007 - Il processo alla tappa, su Raitre, condotta da Andrea Fusco, con Gigi Sgarbozza.
- 2008 - Il processo alla tappa, su Raitre, condotta da Andrea Fusco, con Marino Bartoletti e Gigi Sgarbozza.
- 2009 - Il processo alla tappa, su Raitre, condotta da Andrea Fusco, con Marino Bartoletti, Davide Cassani e Gigi Sgarbozza.
- 2010 - Il processo alla tappa, su Rai 3, condotta da Alessandra De Stefano, con Gianni Mura.[7]
- 2011 - Il processo alla tappa, su Rai 3, condotta da Alessandra De Stefano.
- 2012 - Il processo alla tappa, su Rai 3, condotta da Alessandra De Stefano.
- 2013 - Il processo alla tappa, su Rai 3, condotta da Alessandra De Stefano.
- 2014 - Il processo alla tappa, su Rai 3, condotta da Alessandra De Stefano.
- 2015 - Il processo alla tappa, su Rai 3, condotta da Alessandra De Stefano.
- 2016 - Il processo alla tappa, su Rai 3 e Rai Sport 1, condotta da Alessandra De Stefano.
- 2017 - Il processo alla tappa, su Rai 2 e Rai Sport Rai, condotta da Alessandra De Stefano.
- 2018 - Il processo alla tappa, su Rai 2 e Rai Sport, condotta da Alessandra De Stefano.
- 2019 - Processo alla tappa, su Rai 2 e Rai Sport, condotta da Marco Franzelli.
- 2020 - Processo alla tappa, su Rai 2, condotta da Alessandra De Stefano e il suo spin-off L'altro processo, in esclusiva su Rai Play, sempre con la conduzione di Alessandra De Stefano.
- 2021 - Processo alla tappa, su Rai 2, condotta da Alessandra De Stefano e il suo spin-off L'altro processo, in esclusiva su Rai Play, sempre con la conduzione di Alessandra De Stefano e la partecipazione di Nicola Pigini con la rubrica “Giro d’Italia in musica”.
- 2022 - Processo alla tappa, su Rai 2, condotta da Alessandro Fabretti con la partecipazione di Stefano Garzelli.[8]
- 2023 - Processo alla tappa, su Rai 2, condotta da Alessandro Fabretti.
- 2024 - Processo alla tappa, su Rai 2, condotta da Alessandro Fabretti con Stefano Garzelli, Alessandro Petacchi, Beppe Conti e Fabio Genovesi.[9]
- 2025 - Processo alla tappa, su Rai 2, condotta da Alessandro Fabretti con Davide Cassani, Daniele Bennati, Alessandro Petacchi, e Fabio Genovesi.[10]